# الشترا
شهر الشترا در ایالت زاکسن در کشور آلمان واقع شده است.